# Manuel de Sousa Avides
Manuel de Sousa Avides ComC  (Porto, 19 de setembro de 1854 - Porto, 3 de setembro de 1920) foi um médico e político português.

## Biografia
Emigrou ainda muito jovem com os seus familiares para o Brasil tendo feito aí os seus estudos liceais e a licenciatura em Medicina.
Regressou a Portugal e repetiu os exames na Escola Médico-Cirúrgica do Porto tendo apresentado a dissertação inaugural Do tratamento do tetano traumatico. Efetuou ainda uma especialização em Dermatologia e estagiou em diversos hospitais europeus em cidades como Paris, Berlim e Viena.
De regresso ao país, para além do exercício da Medicina, iniciou-se no mundo da política associando-se ao Partido Regenerador.
Foi conselheiro (1904), vereador da Câmara Municipal do Porto (1893-1905) e presidente da câmara municipal (1902-1905).
Com a instauração da República abandona a vida política para se dedicar à administração empresarial e corporativa, tendo sido diretor da Companhia de Seguros Urbana Portuguesa e integrado os corpos gerentes do Banco Aliança.
Foi ainda membro da Irmandade da Lapa e Provedor da Ordem de Cristo.
Foi distinguido com o grau de Comendador da Ordem de Cristo e com a Grã-cruz da Ordem de Isabel a Católica, conferida pelo governo de Espanha.